# Kahlenberg
Kahlenberg ( [ˈkaːlənˌbɛʁk] (ajuda·info)) é um monte que fica nos bosques de Viena (alemão: Wienerwald) e é um dos passeios preferidos dos vienenses nos finais de semana por ter uma linda vista panorâmica de toda a cidade. Do Stefaniewarte até o pico, é possível se ter uma visão de partes da Baixa Áustria. Próxima a Stefaniewarte há uma torre de aço de 165 metros de altura que serve como transmissor para a ORF (Österreichischer Rundfunk), a estatal de radiodifusão austríaca. A torre não foi construída nos moldes "comuns" para tal tipo de torre e tem se tornado nas últimas décadas o símbolo não oficial de Kahlenberg. Há dois pontos turísticos na montanha: um é a pequena igreja chamada São José e outro um restaurante construído em 1930 pelo arquiteto Erich Boltenstern. Recentemente, um hotel próximo foi demolido, uma vez que há muito tempo estava vazio, em ruínas e destoava da paisagem. Um restaurante moderno foi construído para substituí-lo. A demolição foi questionada pela sociedade histórica local e por alguns arquitetos que acreditavam que o edifício deveria ser protegido por seu valor histórico. Há também um centro de recuperação espiritual e um centro do movimento de reforma católica, o Schönstattbewegung Österreich.

## Geografia
Kahlenberg tem 484 metros de altitude e fica no contraforte nordeste dos Alpes Orientais. A montanha foi formada por dobramentos modernos, composta de quartzo, calcário, marga e outros conglomerados. A Oeste de Kahlenberg fica a montanha Leopoldsberg; e a Este a Reisenberg, a Latisberg e a Hermannskogel.

## Origens do nome
Kahlenberg era despovoada até 1700. Originalmente, a montanha era chamada de Sauberg (montanha da porca) ou Schweinsberg (montanha dos porcos), devido ao grande número de javalis que viviam nas primitivas florestas de carvalhos. Em 1628, Fernando II adquiriu a montanha do monastério de Klosterneuburg e a chamou de Josephsberg (Montanha de José).
Depois da Batalha de Viena, em 12 de setembro de 1683, o Imperador Leopoldo I transferiu o nome da montanha vizinha para a atual Kahlenberg e renomeou a original com o nome de "Leopoldsberg". Ele e Jan III Sobieski, Rei da Polônia tinham acabado de vencer as batalha iniciada da original Kahlenberg, derrotando os otomanos e levantando o cerco à cidade de Viena.

## História
Depois da aquisição, Fernando II permitiu que fosse construído um eremitério para os Kamaldulenser, uma ordem de eremitas católicos. Umas poucas casas foram construídas ao redor da Capela de São José, que ganhou o nome de Josefsdorf.
Batalhas importantes foram travadas ali contra a invasão dos turcos em 1683 durante o segundo cerco a Viena.

## Transporte

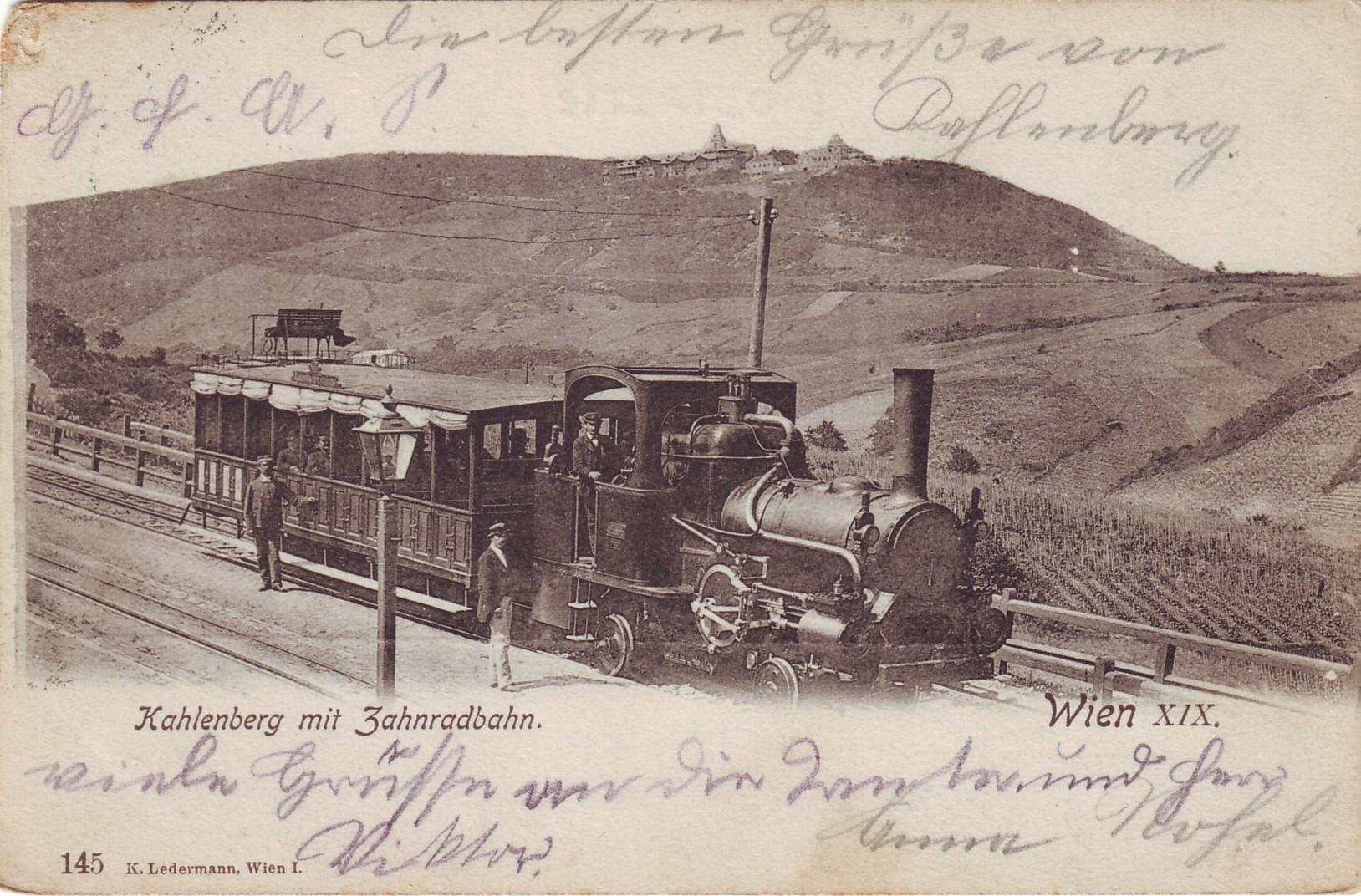
A cremalheira com a Kahlenberg ao fundo. Foto de 1905.

Pode chegar-se a Kahlenberg de carro ou ônibus (linha 38A) por uma pitoresca estrada (Höhenstraße), parte da qual é coberta de pedras. A primeira cremalheira austríaca foi construída para Kahlenberg entre 1872 e 1873 e entrou em funcionamento em 1874. Foi projetada por Carl Maader. A linha férrea subia 316 metros em 5,5 km, começava na estação de trem em Nußdorf (hoje o final da estação da linha de bonde D) e era ligada através de Grinzing e Krapfenwaldl ao Hotel Kahlenberg, que foi inaugurado em 1872. Uma média de 180.000 passageiros usava a linha de trem todos os anos.
Após a Primeira Guerra Mundial, a cidade de Viena converteu os bondes em eletricos. Os moradores das vizinhanças já tinham desmantelado grande parte dos trilhos durante o período de dificuldades da guerra. Em 21 de setembro de 1920, a linha foi finalmente desativada.